# Mont-Bertrand
Mont-Bertrand (Ausspracheⓘ) ist eine ehemalige französische Gemeinde mit 224 Einwohnern (Stand 1. Januar 2022), den Mont-Bertonais, im Département Calvados in der Region Normandie.
Am 1. Januar 2016 wurde Mont-Bertrand im Zuge einer Gebietsreform zusammen mit 19 benachbarten Gemeinden, die wie Mont-Bertrand alle dem aufgelösten Gemeindeverband Bény-Bocage angehörten, als Ortsteil in die neue Gemeinde Souleuvre en Bocage eingegliedert.

## Geografie
Mont-Bertrand liegt rund 16 Kilometer nördlich von Vire-Normandie und 22 Kilometer südöstlich von Saint-Lô. In nordwestlicher und nördlicher Richtung grenzt das Département Manche an das Ortsgebiet.

## Bevölkerungsentwicklung
| Jahr                             | 1793 | 1836 | 1876 | 1926 | 1946 | 1968 | 1990 | 2013 |
| Einwohner                        | 544  | 504  | 406  | 329  | 307  | 209  | 175  | 236  |
| Quelle: Cassini, EHESS und INSEE |      |      |      |      |      |      |      |      |

## Sehenswürdigkeiten
- Kirche Saint-Martin aus dem 16. Jahrhundert; ein Relief im Inneren ist seit 1911 als Monument historique klassifiziert[3]
- Reste einer Motte